# میلا الزهرانی
هبه عبدالله الزهرانی مشهور به میلا الزهرانی (۲۲ آوریل ۱۹۹۰) بازیگر سعودی است که فعالیت هنری خود را از سال ۲۰۱۷ با حضور در سریال «بزهکاری» آغاز کرده است، سپس با شرکت در چندین سریال تلویزیونی و فیلم بلند درام نقش آفرید. زمانی که در سال ۲۰۱۹ در فیلم «کاندیدای کامل» به کارگردانی هیفا المنصور ایفای نقش کرد، توجه بیشتری به او جلب شد و نامزد دریافت جایزه رسمی از جشنواره فیلم ونیز شد. میلا الزهرانی با نقش‌های گوناگون و چشمگیر خود را به عنوان یکی از برجسته‌ترین بازیگران عرصهٔ سینمای عرب در دههٔ ۲۰۲۰ ثابت کرده است. 

## زندگی و پیشه
میلا الزهرانی با نام اصلی هبّه عبدالله الزهرانی متولد ۲۲ آوریل ۱۹۹۰ در ریاض است.نام اصلی او هَبّه است، به دلیل عشق و تشویق شدیدش به باشگاه فوتبال آ.ث. میلان باعث شد برخی او را با نام باشگاه صدا کنند، بنابراین نامش را تغییر داد، در نهایت آن نام کوتاه شد و به «میلا» تبدیل شد. فعالیت هنری خود را از سال ۲۰۱۷ با حضور در سریال «بزهکاری» (به عربی: جنوح) آغاز کرد اما بیشترین شهرت او پس از حضور در سریال «دختران مشت‌زنی» (به عربی: بنات الملاكمة) بود. میلا الزهرانی در ابتدای فعالیت هنری خود مورد حمایت خانواده خود قرار گرفت و به همین دلیل شروع به ارائهٔ آثار بیشتری کرد، از جمله سریال «شِیر چت» (به انگلیسی: Share Chat) با هم‌بازی شدن با فایز المالکی که در سال ۲۰۱۸ به نمایش درآمد و پس از آن موفقیت‌های او ادامه یافت. سپس در سریال «العاصوف» که در سال ۲۰۱۹ با حضور ناصر القصبی پخش شد، بازی کرد. اولین کار او در سینما فیلم «کاندیدای ایده‌آل» (به عربی: المرشحة المثالية) در سال ۲۰۲۰ بود.
میلا الزهرانی در ادامهٔ آثار خود در دههٔ ۲۰۲۰ از جمله سریال «عود اشعار» (به عربی: بخور القصائد)، «یک میلیارد ریال» (به عربی: مليار ريال)، «بیوتی کلینیک» (به عربی: بيوتي كلينك) و «قربانیان حلال» (به عربی: ضحايا حلال) را در سال ۲۰۲۰ ارائه کرد. او در سال ۲۰۲۱ قسمت دوم سریال «وقتی ماه کامل می‌شود» (به عربی: عندما يكتمل القمر) را ارائه کرد. او در سال ۲۰۲۲ در سریال‌های «گمشده» (به عربی: فقد) و «دمیدن» (به عربی: الهبوب) و سپس در سال ۲۰۲۳ در سریال «کلاس لندن» (به عربی: دفعة لندن) شرکت کرد. در سال ۲۰۲۴ در سریال «نقشهٔ ب» (به عربی: الخطة ب) و «مداد» (به عربی: قلم رصاص) شرکت کرد.
میلا الزهرانی در بسیاری از جشنواره‌های هنری عربی و بین‌المللی از جمله هفتاد و پنجمین مراسم جوایز امی ۲۰۲۳ در لس آنجلس شرکت کرد که با ظاهر متمایز خود در این مراسم، توجهات را به خود جلب کرد. میلا همچنین در مراسم جوی اَواردز در ریاض که بزرگ‌ترین مراسم تجلیل از ستارگان در خاورمیانه محسوب می‌شود، شرکت کرد و در آنجا روی فرش قرمز درخشید و حضور پررنگ خود را به نمایش گذاشت. او در همین مراسم نامزد دریافت جایزه بهترین بازیگر زن در ردهٔ سریال شد.
میلا در عرصه سینما با ابراز افتخار از حضور خود در فیلم «الهامور ح. ع» که جوایز متعددی را کسب کرد، از تیم کاری و موفقیت بزرگ آنها تجلیل کرد. فیلم «هوبال» که میلا الزهرانی در سال ۲۰۲۴ در آن حضور داشت، توانست در چهارمین دورهٔ جشنواره بین‌المللی فیلم دریای سرخ که در دسامبر ۲۰۲۴ برگزار شد، جایزهٔ تماشاگران العُلا برای بهترین فیلم عربستانی را از آن خود کرد. پس از نمایش، درآمد آن در صدر باکس آفیس عربستان قرار گرفت. «هوبال» برای اولین بار در جریان فعالیت‌های چهارمین جشنواره بین‌المللی فیلم دریای سرخ در سال ۲۰۲۴ به نمایش درآمد. نمایش آن در سینماهای عربستان در ۷ دسامبر ۲۰۲۴ آغاز شد. «هوبال» اولین فیلم عربستانی است که در منطقهٔ نئوم فیلمبرداری شده است که تنوع جغرافیایی و محیطی در این کشور را برجسته می‌کند.

## زندگی شخصی
میلا الزهرانی سال‌ها پس از شهرتش برای اولین بار از دخترش تالا رونمایی کرد و توضیح داد که زود، در ۱۹ سالگی ازدواج کرده است و پس از ورودش به عرصهٔ بازیگری دخترش را به دنیا آورده است. قدش ۱٫۶۰ سانتیمتر است.